# Ras Tabouda

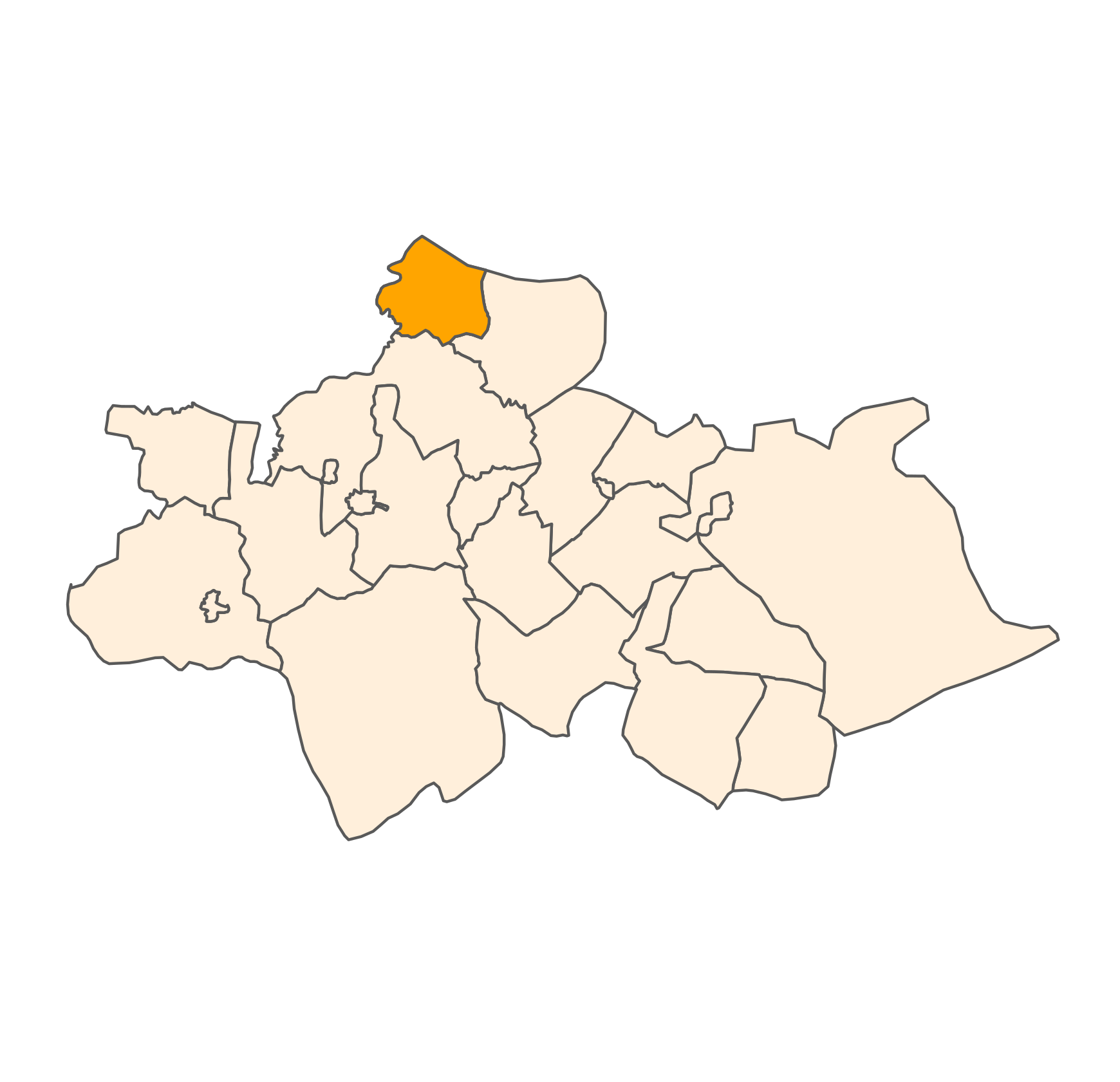
Ras Tabouda

Ras Tabouda (en arabe : راس تابودة) est une commune rurale de la province de Sefrou, dans la région de Fès-Boulemane, au Maroc. Elle a pour chef-lieu un village du même nom. C'est un village berbère qui se regroupe dans une grande tribu amazigh : Ait Sadden.
Située à l’est de Fès, elle rassemble une vingtaine de villages[réf. souhaitée] et environ 7 000 habitants.